# Allières
Allières – miejscowość i gmina we Francji, w regionie Oksytania, w departamencie Ariège.
Według danych na rok 2010 gminę zamieszkiwało 64 osoby, a gęstość zaludnienia wynosiła 6 osób/km².